# Noordwijkerhout

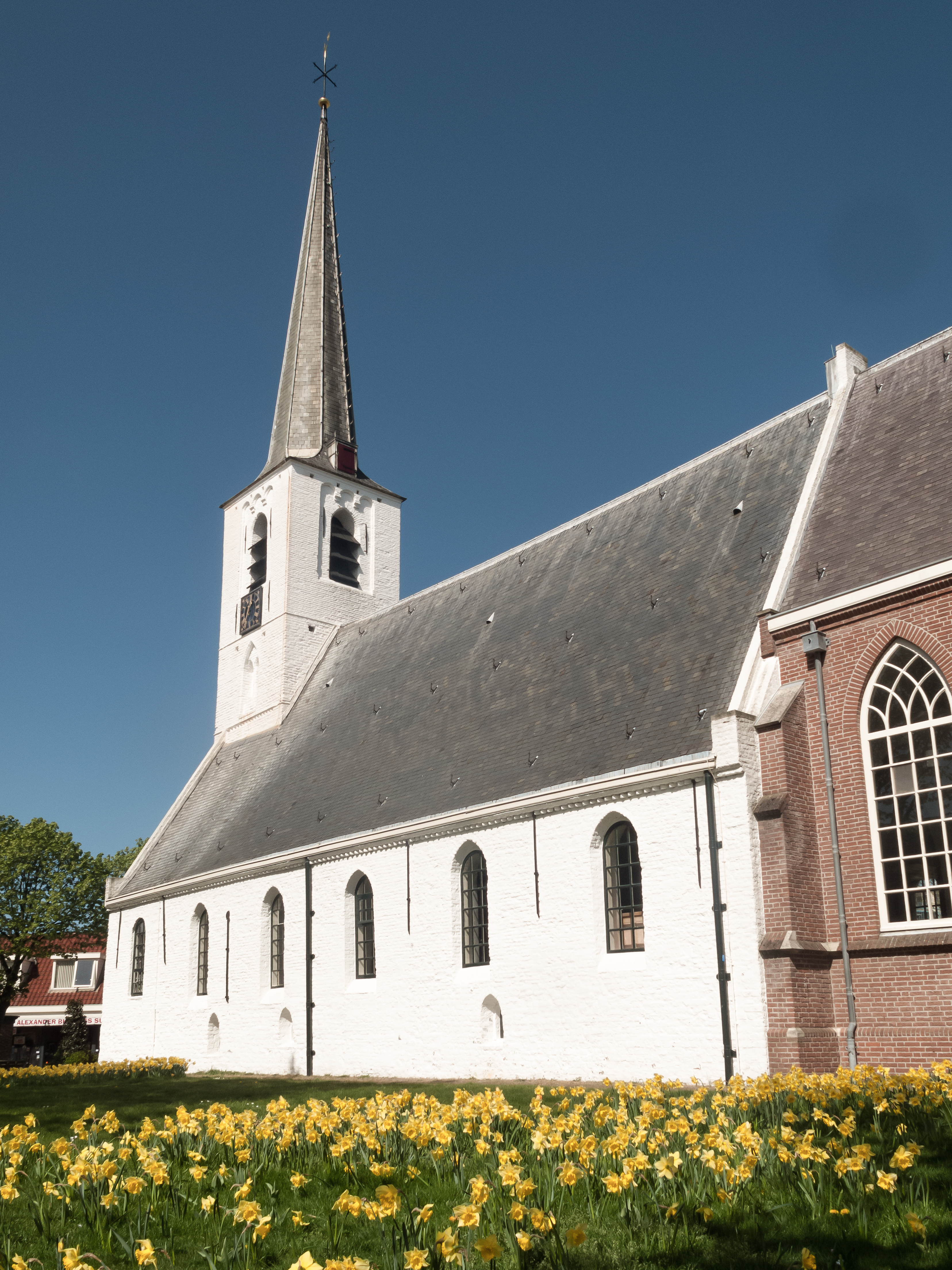
Kirche: de Witte Kerk

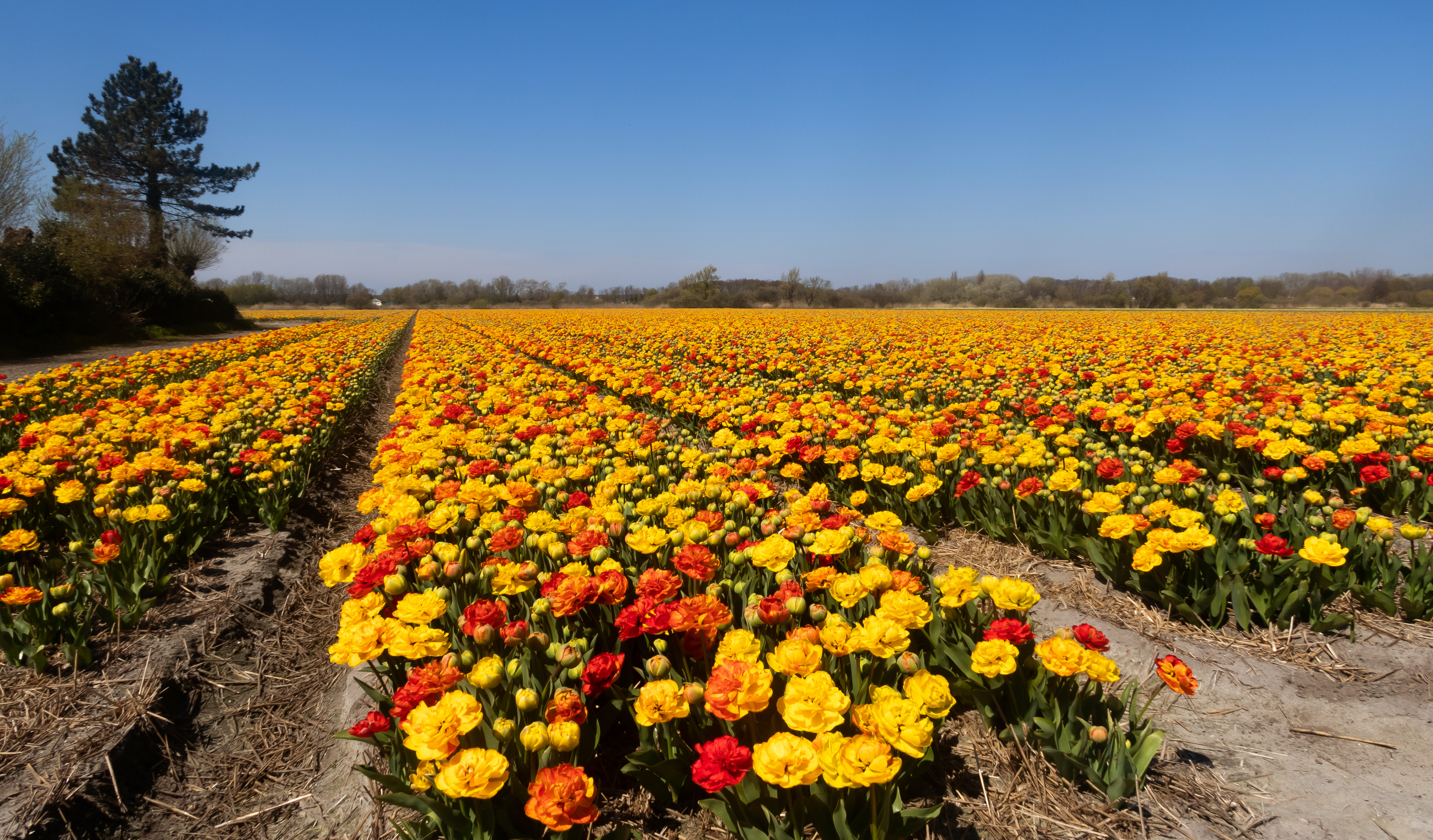
Feld an der Oosterduinen mit gelb-roten Doppeltulpen

Noordwijkerhout (anhörenⓘ) ist seit 2019 ein Ortsteil der Gemeinde Noordwijk. Zuvor war es eine Gemeinde der niederländischen Provinz Südholland und zählte zum 30. September 2018 laut Angabe des CBS 16.742 Einwohner. Ihre Gesamtfläche betrug 23,42 km².

## Orte
- Noordwijkerhout (etwa 13.000 Einwohner), wo sich die Gemeindeverwaltung befand
- De Zilk (etwa 2100 Einwohner)

## Lage und Wirtschaft
Noordwijkerhout liegt, wie der östliche Nachbar Lisse, etwa auf halbem Wege zwischen Haarlem und Leiden (jeweils etwa 13 km entfernt). Es liegt zwischen größtenteils abgegrabenen Dünen, gerade nordöstlich des Nordseebades Noordwijk. Eisenbahnreisende können es von Leiden per Bus erreichen.
Noordwijkerhout liegt in der Bollenstreek, der Region der Blumenzwiebelzüchter. Diese Art des Gartenbaus mit dem damit zusammenhängenden Tourismus ist die Haupteinnahmequelle der Einwohner. Für die Wirtschaft von Bedeutung sind noch die psychiatrischen Anstalten und das Kongresszentrum in der Gemeinde.

## Geschichte
Die Gegend wurde etwa vor 2000 Jahren von den Caninefaten oder Cananefaten, einem germanischen Volksstamm besiedelt.
Im Jahre 889 gab es hier laut einer Urkunde eine Gegend mit dem Namen Northgo (Nordgau). Das Dorf entstand um ein Jagdschloss örtlicher Herren. Im Jahr 1262 wurde hier die Abtei „Leeuwenhorst“ gegründet, welche nach der Reformation 1573 abgerissen wurde. Später gab es an ihrer Stelle vorübergehend ein Schloss. Ab 1434 war Noordwijkerhout Hauptort einer von einem sogenannten „Baljuw“ (Amtmann) verwalteten Herrlichkeit; es hatte die „Hohe Gerichtsbarkeit“, das heißt, dass hier der Baljuw die Todesurteile vollstrecken ließ. Zu diesem Gebiet gehörten auch Lisse und Hillegom.
Bis spät ins 19. Jahrhundert lebte die Bevölkerung ärmlich von etwas Landwirtschaft, Fischerei, Gewinnung von Kalk aus Dünensand usw. Im 20. Jahrhundert wurden Teile der Dünen abgegraben, um Tulpenfeldern Platz zu machen. Der Anbau von Blumenzwiebeln brachte bedeutenden Wohlstand. 1970 tagte in Noordwijkerhout das Pastoralkonzil (Pastoraal Concilie van de Nederlandse Kerkprovincie) der römisch-katholischen Kirche in den Niederlanden.

## Sehenswürdigkeiten
Das Rathaus von Noordwijkerhout steht unter Denkmalschutz (Rijksmonument). Das Gebäude wurde 1930 nach dem Entwurf des Architekten Kropholler aus Wassenaar gebaut. 1956 wurde das Rathaus im gleichen Stil ausgebaut. Als 1982 ein weiterer Erweiterungsbau notwendig war, wurde auch gleich ein Ausbau geschaffen, in dem die Bibliothek untergebracht wurde.
Außer dem Rathaus gibt in der Gemeinde weitere sehenswerte Bauwerke:
- die weiße Kirche Witte Kerkje im Zentrum von Noordwijkerhout
- das Hauptgebäude der ehemaligen psychiatrischen Klinik St. Bavo
- die Kirchen St. Victor und St. Jozef in Noordwijkerhout
- die Heilig Hart Kirche in De Zilk
- das Vakantiehuis De Vonk, das 1919 unter der Leitung des Architekten Theo van Doesburg gebaut wurde. Dort sind auch Bleiglasfenster des Künstlers Harm Kamerlingh Onnes zu sehen.
- das Kongresszentrum Leeuwenhorst in den Gebäuden des ehemaligen Kleinen Seminars des Bistums Rotterdam, benannt nach der 1574 zerstörten Zisterzienserinnenabtei Leeuwenhorst in Noordwijkerhout

Ferner stehen in Noordwijkerhout weitere sechs als Rijksmonument anerkannte Gebäude sowie einige Dutzend Gebäude im Ort und auf dem Lande, die es wert wären, denkmalgeschützt zu sein.
Sehenswert sind nicht zuletzt die Tulpenfelder rund um Noordwijkerhout.
An verschiedenen Stellen in Noordwijkerhout sind Kunstobjekte aufgestellt. Dabei formen die Skulpturen des Künstlerehepaars Frans und Truus van der Veld eine besondere Dreiheit. Die wichtigste Inspirationsquelle entspringt der Liebe für das Blumenzwiebelfach, für das die Gemeinde Noordwijkerhout bekannt ist.

## Politik

### Eingemeindung
Am 6. Juli 2017 beschloss man, Noordwijkerhout nach Noordwijk zum 1. Januar 2019 einzugemeinden.

### Sitzverteilung im Gemeinderat
Die Kommunalwahlen vom 19. März 2014 ergaben folgende Sitzverteilung:
| Partei     | Sitze | Sitze | Sitze | Sitze |
| Partei     | 2002  | 2006  | 2010  | 2014  |
| ---------- | ----- | ----- | ----- | ----- |
| VVD        | 6     | 6     | 6     | 4     |
| NZLokaal   | —     | —     | —     | 5     |
| CDA        | 6     | 5     | 5     | 4     |
| D66        | 1     | 1     | 2     | 2     |
| GroenLinks | 2     | 2     | 2     | 1     |
| PvdA       | 2     | 3     | 2     | 1     |
| Gesamt     | 17    | 17    | 17    | 17    |

Aufgrund der Fusion zum 1. Januar 2019 fanden die Wahlen für den Rat der (neuen) Gemeinde am 21. November 2018 statt.

### Bürgermeister
Vom 1. Dezember 2005 bis zum Zeitpunkt der Gemeindeauflösung war Gerrit Goedhart (CDA) amtierender Bürgermeister der Gemeinde. Zu seinem Kollegium zählten die Beigeordneten Bert Gotink (D66), Henri de Jong (CDA), Martijn Bilars (VVD) sowie der Gemeindesekretär Theo Heijsteeg.

## Persönlichkeiten
- Pieter Haverkorn van Rijsewijk (1839–1919), Geistlicher, Journalist, Kunstschriftsteller und Museumsdirektor
- Ima van Eysinga (1881–1958), Malerin, Illustratorin und Lithographin
- Arie van Wetten (1934–2013), Radrennfahrer
- Martien Meiland (* 1961), Möbelhändler und Fernsehmoderator